# Hemerodromia dorsalis
Hemerodromia dorsalis är en tvåvingeart som först beskrevs av Enrico Adelelmo Brunetti 1913.  Hemerodromia dorsalis ingår i släktet Hemerodromia och familjen dansflugor. Inga underarter finns listade i Catalogue of Life.